# Aiguillette des Houches

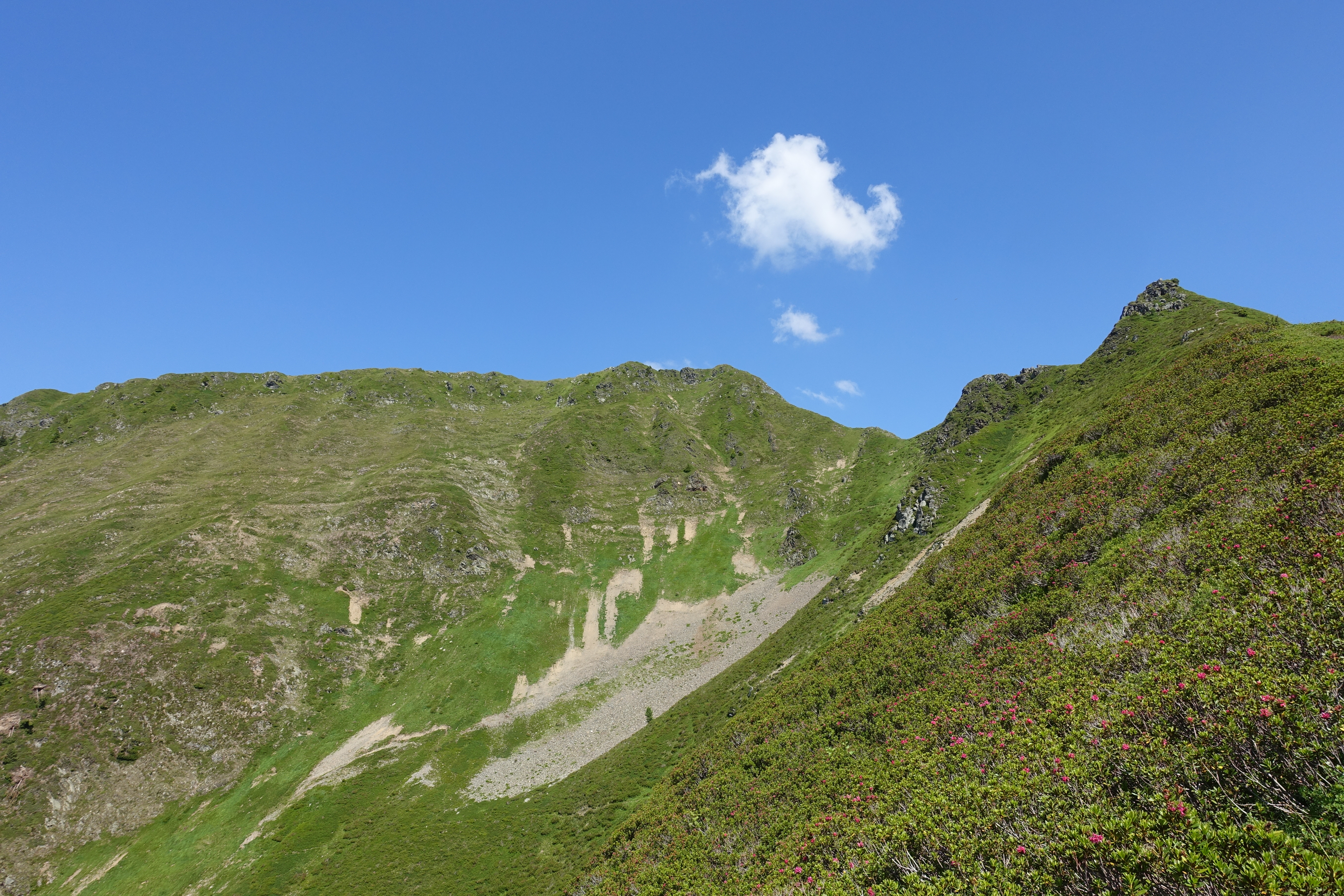
Le sommet de l'aiguillette des Houches vue depuis le sentier sur son arête occidentale.

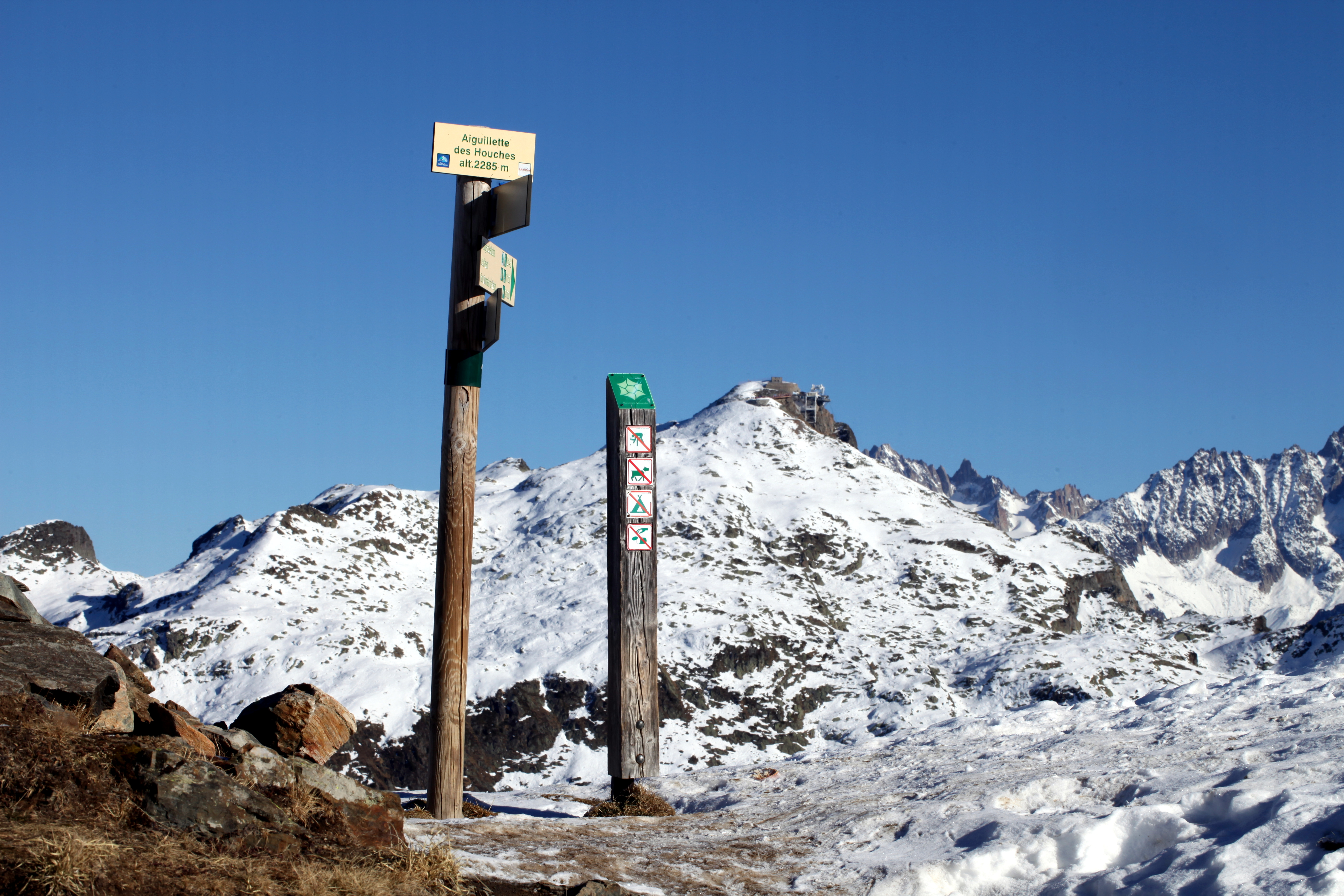
Vue du sommet de l'aiguillette des Houches avec en arrière-plan le Brévent et son téléphérique.

L'aiguillette des Houches est un sommet de France situé en Haute-Savoie, au-dessus des Houches, dans les aiguilles Rouges.